# Liste der Präsidenten der Provinz São Pedro do Rio Grande do Sul
Die Liste der Präsidenten der Provinz São Pedro do Rio Grande do Sul verzeichnet sämtliche Inhaber des seit der Unabhängigkeit Brasiliens durch das Kaiserliche Gesetz vom 20. Oktober 1823 von Kaiser Peter I. verordneten obersten Regierungsamtes als Präsident der Provinz São Pedro do Rio Grande do Sul, aus der der spätere Bundesstaat Rio Grande do Sul hervorgegangen ist. Zunächst wurden sie ernannt, ab 1835 aus der Gesetzgebenden Provinzialversammlung gewählt.
Für die Folgezeit ab 1889 als Bundesstaat siehe Liste der Gouverneure von Rio Grande do Sul.

## Präsidenten der Provinz
Farblegende:
| Nr.                                      | Name                                                            | Bild | Beginn             | Ende               | Partei              | Anmerkung |
| ---------------------------------------- | --------------------------------------------------------------- | ---- | ------------------ | ------------------ | ------------------- | --------- |
| Erste Kaiserzeit, Peter I. (1822–1831)   |                                                                 |      |                    |                    |                     |           |
| 01                                       | João Carlos de Saldanha Oliveira e Daun                         |      | 22. Februar 1822   | 29. August 1822    | —                   |           |
| 02                                       | João de Deus Mena Barreto Visconde de São Gabriel               | —    | 29. August 1822    | 7. September 1822  | —                   |           |
| 03                                       | João de Deus Mena Barreto                                       | —    | 7. September 1822  | 29. November 1823  | —                   |           |
| 04                                       | José Inácio da Silva                                            | —    | 29. November 1823  | 8. März 1824       | —                   |           |
| 05                                       | José Feliciano Fernandes Pinheiro Visconde de São Leopoldo      |      | 8. März 1824       | 14. Januar 1826    |                     |           |
| 06                                       | José Egídio Gordilho de Barbuda Visconde de Camamu              | —    | 14. Januar 1826    | 4. November 1826   |                     |           |
| 07                                       | Salvador José Maciel                                            | —    | 4. November 1826   | 2. August 1829     |                     |           |
| 08                                       | Antônio Vieira da Soledade                                      | —    | 2. August 1829     | 17. November 1829  |                     |           |
| 09                                       | Caetano Maria Lopes Gama Visconde de Maranguape                 |      | 17. November 1829  | 22. April 1830     |                     |           |
| 10                                       | Américo Cabral de Melo                                          | —    | 22. April 1830     | 22. August 1830    |                     |           |
| 11                                       | Caetano Maria Lopes Gama Visconde de Maranguape                 |      | 22. August 1830    | 20. Dezember 1830  |                     |           |
| 12                                       | Américo Cabral de Melo                                          | —    | 20. Dezember 1830  | 8. Januar 1831     |                     |           |
| 13                                       | José Carlos Pereira de Almeida Torres Visconde de Macaé         |      | 8. Januar 1831     | 29. März 1831      |                     |           |
| Regentenzeit (1831–1840)                 |                                                                 |      |                    |                    |                     |           |
| 14                                       | Américo Cabral de Melo                                          | —    | 29. März 1831      | 11. Juli 1831      |                     |           |
| 15                                       | Manuel Antônio Galvão                                           | —    | 11. Juli 1831      | 24. Oktober 1833   |                     |           |
| 16                                       | José Mariani                                                    | —    | 24. Oktober 1833   | 2. Mai 1834        |                     |           |
| 17                                       | Antônio Rodrigues Fernandes Braga                               |      | 2. Mai 1834        | 21. September 1835 |                     |           |
| 18                                       | Marciano José Pereira Ribeiro                                   | —    | 21. September 1835 | 16. Februar 1836   |                     |           |
| 19                                       | Américo Cabral de Melo                                          | —    | 16. Februar 1836   | 28. März 1836      |                     |           |
| 20                                       | Marciano José Pereira Ribeiro                                   | —    | 28. März 1836      | 15. Juni 1836      |                     |           |
| 21                                       | José de Araújo Ribeiro Visconde do Rio Grande                   | —    | 15. Juni 1836      | 4. Juli 1836       |                     |           |
| 22                                       | Antônio Elzeário de Miranda e Brito                             | —    | 4. Juli 1836       | 24. Juli 1836      |                     |           |
| 23                                       | José de Araújo Ribeiro Visconde do Rio Grande                   | —    | 24. Juli 1836      | 5. Januar 1837     |                     |           |
| 24                                       | Antero José Ferreira de Brito Barão de Tramandaí                | —    | 5. Januar 1837     | 1. April 1837      |                     |           |
| 25                                       | Américo Cabral de Melo                                          | —    | 1. April 1837      | 16. Mai 1837       |                     |           |
| 26                                       | Francisco das Chagas Santos                                     | —    | 16. Mai 1837       | 6. Juni 1837       |                     |           |
| 27                                       | Feliciano Nunes Pires                                           | —    | 6. Juni 1837       | 3. Oktober 1837    |                     |           |
| 28                                       | Antônio Elzeário de Miranda e Brito                             | —    | 3. November 1837   | 12. Juni 1839      |                     |           |
| 29                                       | João Dias de Castro                                             | —    | 12. Juni 1839      | 24. Juni 1839      |                     |           |
| Zweite Kaiserzeit, Peter II. (1840–1889) |                                                                 |      |                    |                    |                     |           |
| 30                                       | Saturnino de Sousa e Oliveira Coutinho                          |      | 24. Juni 1839      | 27. Juli 1840      | Partido Liberal     |           |
| 31                                       | Francisco José de Sousa Soares de Andréa Barão de Caçapava      | —    | 27. Juli 1840      | 30. November 1840  |                     |           |
| 32                                       | Francisco Alves Machado                                         | —    | 30. November 1840  | 17. April 1841     |                     |           |
| 33                                       | Saturnino de Sousa e Oliveira Coutinho                          |      | 17. April 1841     | 9. November 1842   | Partido Liberal     |           |
| 34                                       | Luís Alves de Lima e Silva Conde de Caxias                      |      | 9. November 1842   | 11. März 1846      | Partido Conservador |           |
| 35                                       | Patrício José Correia da Câmara                                 | —    | 11. März 1846      | 11. Dezember 1846  |                     |           |
| 36                                       | Manuel Antônio Galvão                                           | —    | 11. Dezember 1846  | 2. März 1848       |                     |           |
| 37                                       | João Capistrano de Miranda e Castro                             | —    | 2. März 1848       | 10. April 1848     | Partido Conservador |           |
| 38                                       | Francisco José de Sousa Soares de Andréa Barão de Caçapava      | —    | 10. April 1848     | 6. März 1850       |                     |           |
| 39                                       | José Antônio Pimenta Bueno Marquês de São Vicente               |      | 6. März 1850       | 4. November 1850   | Partido Conservador |           |
| 40                                       | Pedro Ferreira de Oliveira                                      | —    | 4. November 1850   | 30. Juni 1851      |                     |           |
| 41                                       | Luís Alves de Lima e Silva Conde de Caxias                      |      | 30. Juni 1851      | 4. September 1851  | Partido Conservador |           |
| 42                                       | Patrício José Correia da Câmara                                 | —    | 4. September 1851  | 15. Oktober 1851   |                     |           |
| 43                                       | Luís Alves Leite de Oliveira Belo                               | —    | 15. Oktober 1851   | 2. Dezember 1852   |                     |           |
| 44                                       | João Lins Vieira Cansanção de Sinimbu Visconde de Sinimbu       |      | 2. Dezember 1852   | 1. Juli 1855       | Partido Liberal     |           |
| 45                                       | Luís Alves Leite de Oliveira Belo                               | —    | 1. Juli 1855       | 17. September 1855 |                     |           |
| 46                                       | Manuel Vieira Tosta Barão de Muritiba                           |      | 17. September 1855 | 28. April 1856     |                     |           |
| 47                                       | Jerônimo Francisco Coelho                                       |      | 28. April 1856     | 8. März 1857       |                     |           |
| 48                                       | Patrício José Correia da Câmara                                 | —    | 8. März 1857       | 16. Oktober 1857   |                     |           |
| 49                                       | Ângelo Muniz da Silva Ferraz Barão de Uruguaiana                |      | 16. Oktober 1857   | 22. April 1859     | Partido Conservador |           |
| 50                                       | Patrício José Correia da Câmara                                 | —    | 22. April 1859     | 4. Mai 1859        |                     |           |
| 51                                       | Joaquim Antão Fernandes Leão                                    | —    | 4. Mai 1859        | 17. Oktober 1861   |                     |           |
| 52                                       | Patrício José Correia da Câmara                                 | —    | 17. Oktober 1861   | 16. Januar 1862    |                     |           |
| 53                                       | Francisco de Assis Pereira Rocha                                | —    | 16. Januar 1862    | 18. Dezember 1862  |                     |           |
| 54                                       | Patrício José Correia da Câmara                                 | —    | 18. Dezember 1862  | 1. Januar 1863     |                     |           |
| 55                                       | Esperidião Elói de Barros Pimentel                              | —    | 1. Januar 1863     | 29. März 1864      |                     |           |
| 56                                       | Patrício José Correia da Câmara                                 | —    | 29. März 1864      | 2. Mai 1864        |                     |           |
| 57                                       | João Marcelino de Sousa Gonzaga                                 | —    | 2. Mai 1864        | 20. Juli 1865      |                     |           |
| 58                                       | Francisco do Rego Barros Conde de Boa Vista                     |      | 20. Juli 1865      | 14. April 1866     |                     |           |
| 59                                       | Antônio Augusto Pereira da Cunha                                | —    | 16. April 1866     | 21. Januar 1867    |                     |           |
| 60                                       | Francisco Inácio Marcondes Homem de Melo Barão de Homem de Melo |      | 22. Januar 1867    | 13. April 1868     | Partido Liberal     |           |
| 61                                       | Joaquim Vieira da Cunha                                         | —    | 13. April 1868     | 14. Juli 1868      | Partido Liberal     |           |
| 62                                       | Guilherme Xavier de Sousa                                       | —    | 14. Juli 1868      | 1. August 1868     |                     |           |
| 63                                       | Israel Rodrigues Barcelos                                       | —    | 1. August 1868     | 16. September 1868 | Partido Conservador |           |
| 64                                       | Antônio da Costa Pinto e Silva                                  | —    | 16. September 1868 | 20. Mai 1869       |                     |           |
| 65                                       | Israel Rodrigues Barcelos                                       | —    | 20. Maie 1869      | 14. Juni 1869      | Partido Conservador |           |
| 66                                       | João Sertório Barão de Sertório                                 | —    | 14. Juni 1869      | 29. August 1870    |                     |           |
| 67                                       | João Capistrano de Miranda e Castro                             | —    | 29. August 1870    | 4. November 1870   | Partido Conservador |           |
| 68                                       | Francisco Xavier Pinto de Lima Barão de Pinto de Lima           |      | 4. November 1870   | 24. Mai 1871       |                     |           |
| 69                                       | João Simões Lopes Visconde da Graça                             | —    | 24. Mai 1871       | 12. September 1871 | Partido Conservador |           |
| 70                                       | João Dias de Castro                                             | —    | 12. September 1871 | 20. Oktober 1871   |                     |           |
| 71                                       | Jerônimo Martiniano Figueira de Melo                            | —    | 20. Oktober 1871   | 11. Juli 1872      |                     |           |
| 72                                       | José Fernandes da Costa Pereira Júnior                          | —    | 11. Juli 1872      | 1. Dezember 1872   |                     |           |
| 73                                       | João Pedro Carvalho de Morais                                   | —    | 1. Dezember 1872   | 11. März 1875      |                     |           |
| 74                                       | José Antônio de Azevedo Castro                                  | —    | 11. März 1875      | 5. April 1876      |                     |           |
| 75                                       | Tristão de Alencar Araripe                                      |      | 5. April 1876      | 5. Februar 1877    |                     |           |
| 76                                       | João Dias de Castro                                             | —    | 5. Februar 1877    | 21. Mai 1877       |                     |           |
| 77                                       | Francisco de Faria Lemos                                        | —    | 21. Mai 1877       | 10. Februar 1878   |                     |           |
| 78                                       | João Chaves Campelo                                             | —    | 10. Februar 1878   | 12. März 1878      |                     |           |
| 79                                       | Américo de Moura Marcondes de Andrade                           | —    | 12. März 1878      | 26. Januar 1879    |                     |           |
| 80                                       | Felisberto Pereira da Silva                                     | —    | 26. Januar 1879    | 19. Juli 1879      |                     |           |
| 81                                       | Carlos Thompson Flores                                          | —    | 19. Januar 1879    | 15. April 1880     |                     |           |
| 82                                       | Antônio Correia de Oliveira                                     | —    | 15. April 1880     | 19. April 1880     |                     |           |
| 83                                       | Henrique Francisco d’Ávila                                      | —    | 19. April 1880     | 4. März 1881       |                     |           |
| 84                                       | Joaquim Pedro Soares                                            | —    | 4. März 1881       | 19. Mai 1881       |                     |           |
| 85                                       | Francisco de Carvalho Soares Brandão                            |      | 19. Mai 1881       | 14. Januar 1882    | Partido Liberal     |           |
| 86                                       | Joaquim Pedro Soares                                            | —    | 14. Januar 1882    | 27. März 1882      |                     |           |
| 87                                       | José Leandro de Godói e Vasconcelos                             | —    | 27. März 1882      | 9. September 1882  | Partido Liberal     |           |
| 88                                       | Leopoldo Antunes Maciel Barão de São Luís                       | —    | 9. September 1882  | 28. Oktober 1882   | Partido Liberal     |           |
| 89                                       | José Antônio de Sousa Lima Barão de Sousa Lima                  | —    | 28. Oktober 1882   | 1. Juni 1883       |                     |           |
| 90                                       | Menandro Rodrigues Fontes                                       | —    | 1. Juni 1883       | 16. Juli 1883      |                     |           |
| 91                                       | José Júlio de Albuquerque Barros Barão de Sobral                |      | 16. Juli 1883      | 19. September 1885 | Partido Liberal     |           |
| 92                                       | Miguel Rodrigues Barcelos Barão de Itapitocaí                   |      | 19. September 1885 | 28. Oktober 1885   | Partido Conservador |           |
| 93                                       | Henrique Pereira de Lucena Barão de Lucena                      |      | 28. Oktober 1885   | 8. Mai 1886        |                     |           |
| 94                                       | Manuel Deodoro da Fonseca                                       |      | 8. Mai 1886        | 9. November 1886   | parteilos           |           |
| 95                                       | Miguel Calmon du Pin e Almeida                                  | —    | 9. November 1886   | 31. Dezember 1886  |                     |           |
| 96                                       | Fausto de Freitas e Castro                                      | —    | 31. Dezember 1886  | 25. Januar 1887    |                     |           |
| 97                                       | Bento Luís de Oliveira Lisboa                                   | —    | 25. Januar 1887    | 25. April 1887     |                     |           |
| 98                                       | Rodrigo de Azambuja Vilanova                                    | —    | 25. April 1887     | 27. Oktober 1887   |                     |           |
| 99                                       | Joaquim Jacinto de Mendonça                                     | —    | 27. Oktober 1887   | 27. Januar 1888    |                     |           |
| 100                                      | Rodrigo de Azambuja Vilanova                                    | —    | 27. Januar 1888    | 9. August 1888     |                     |           |
| 101                                      | Joaquim da Silva Tavares Barão de Santa Tecla                   |      | 9. August 1888     | 8. Dezember 1888   | Partido Conservador |           |
| 102                                      | Joaquim Galdino Pimentel                                        | —    | 8. Dezember 1888   | 25. Juni 1889      |                     |           |
| 103                                      | Antônio Ferreira Prestes Guimarães                              |      | 25. Juni 1889      | 8. Juli 1889       | Partido Liberal     |           |
| –                                        | João de Freitas Leitão                                          | —    | 8. Juli 1889       | 24. Juli 1889      |                     |           |
| 104                                      | Gaspar Silveira Martins                                         |      | 24. Juli 1889      | 6. November 1889   | Partido Liberal     |           |
| 105                                      | Justo de Azambuja Rangel                                        | —    | 6. November 1889   | 15. November 1889  |                     |           |

## Präsidenten der Republik Riograndense
| Nr. | Name            | Bild | Beginn | Ende | Partei              | Anmerkungen                       |
| --- | --------------- | ---- | ------ | ---- | ------------------- | --------------------------------- |
| 1   | Bento Gonçalves |      | 1836   | 1841 | Partido Farroupilha | Revolutionär                      |
| 2   | Gomes Jardim    |      | 1841   | 1845 |                     | Vizepräsident von Bento Gonçalves |

Quelle: